# 7/10
7/10（10分の7、じゅうぶんのなな）は、有理数のうち 0 と 1 の間にある数であり、1/10 の7倍である。十進法で小数表記すると 0.7 である。

## 数学的性質
- 7 ÷ 10 に等しい。
- 7/10（7/A）は、素因数に2と5が含まれているN進法では有限小数になる。

## その他7/10に関すること
- 七三分け：前髪をおよそ3割と7割に分ける髪型。
- 七三黄銅：銅7割、亜鉛3割の合金で、黄銅の中で最も延性が大きい。
- 七分袖：半袖（五分袖）と長袖のほぼ中間の長さの袖。
- 地球の表面のうち海の割合は 70.6%。